# Merlík zvrhlý

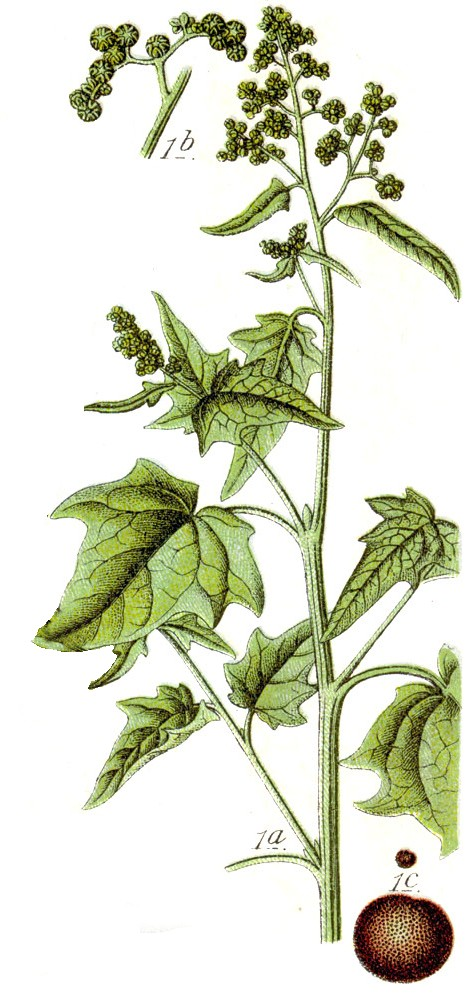
Nákres merlíku zvrhlého

Merlík zvrhlý (Chenopodium hybridum) je jednoletá, středně vysoká, rozvětvená bylina, druh z rodu merlík. Tento polní plevel je rozšířen hlavně v mírném pásmu Evropy a Asie, jeho jižní hranice areálu prochází severní Afrikou, Íránem, Irákem a Čínou. V České republice roste především v teplejších oblastech, ve vyšších chladnějších polohách je méně častý.

## Ekologie
Roste na místech, kde dochází k obnažování povrchových vrstev půdy. Nejlépe však na humózních, lehkých půdách, které jsou bohaté na živiny, dobře snáší i polostín. Vyskytuje se obvykle na úhorech, kompostech, rumištích a kolem komunikací, odkud se šíří na obdělávanou půdu polí a zahrad. Jeho výška a rozvětvení odpovídá úrodnosti půdy a množství vláhy. Roste na místech s holou, jinou vegetací nepokrytou půdou. Je rostlinou citlivou na nízkou teplotu a po prvních podzimních mrazících usychá.

## Popis
Jednoletá rostlina s lodyhou vysokou 60 až 100 cm, která vyrůstá z kořene sahajícího do hloubky téměř 2 m. Podélně rýhovaná, poléhavá nebo vzpřímená, bohatě rozvětvená lodyha porůstá střídavými nebo protistojnými listy. Řapíkaté listy mají chobotnaté čepele v obryse troj až pětiúhelníkovité s dvěma až třemi ostrými zuby po obou stranách. Čepel je na bázi mělce srdčitá, na vrcholu dlouze a ostře špičatá a bývá dlouhá 8 až 20 cm a široká 6 až 15 cm. Mladá rostlina je šedavá a slabě pomoučená, v dospělosti je sytě zelená a lesklá. Rozemnutá rostlina nepříjemně páchne.
Široce rozkladitým květenstvím je řídká lata vidlanů chudokvětých klubíček, které jsou tvořeny oboupohlavnými, nenápadnými květy. Jejich pětičetná nálevkovitá okvětí mají lístky zelenavé barvy, které jsou volné neb nejvýše v dolní třetině srostlé. Květy kvetou v období od května do října a jsou opylovány větrem.

## Rozmnožování
Merlík se rozmnožuje výhradně semeny, což jsou okrouhlé, zploštělé nažky, asi 2 mm velké. Po obvodě jsou kýlnaté a vytrvalé bělavé okvětí mají silně přitlačeno k hnědému až černému osemení se síti nepravidelných důlků. Na jedné rostlině může uzrát i několik tisíců semen.
Nažky mají nepravidelnou dormanci, v menším množství klíčí brzy po vysemenění, masově po přezimování v půdě. Nejlépe vzcházejí přímo z povrchu půdy nebo z nevelké hloubky při teplotě 5 až 30 °C, klíčivost si podržují více než desetiletí.

## Význam
Plevelná rostlina vyskytující se nejčastěji v širokořádkových plodinách, v okopaninách a v zelinářských zahradách, řidčeji v nezapojených porostech obilnin nebo víceletých pícnin. Je konkurenčně silnou rostlinou, odčerpává užitkovým rostlinám živiny, vláhu a světlo. Protože existuje osvědčený způsob jak zabránit dalšímu šíření, nedovolit rostlině vysemenit se, bývá merlík zvrhlý posuzován jako plevel méně významný.

## Galerie

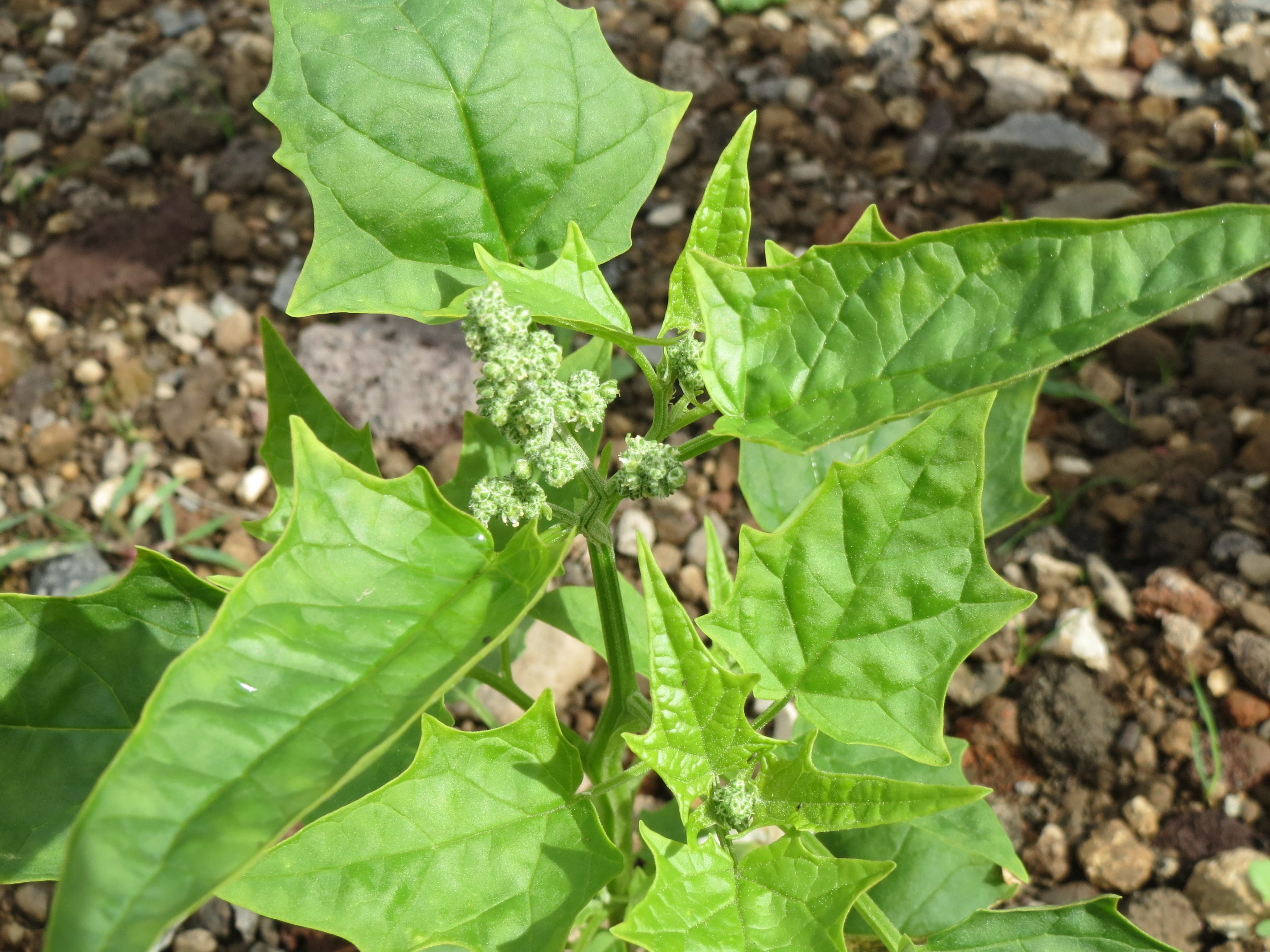
Listy
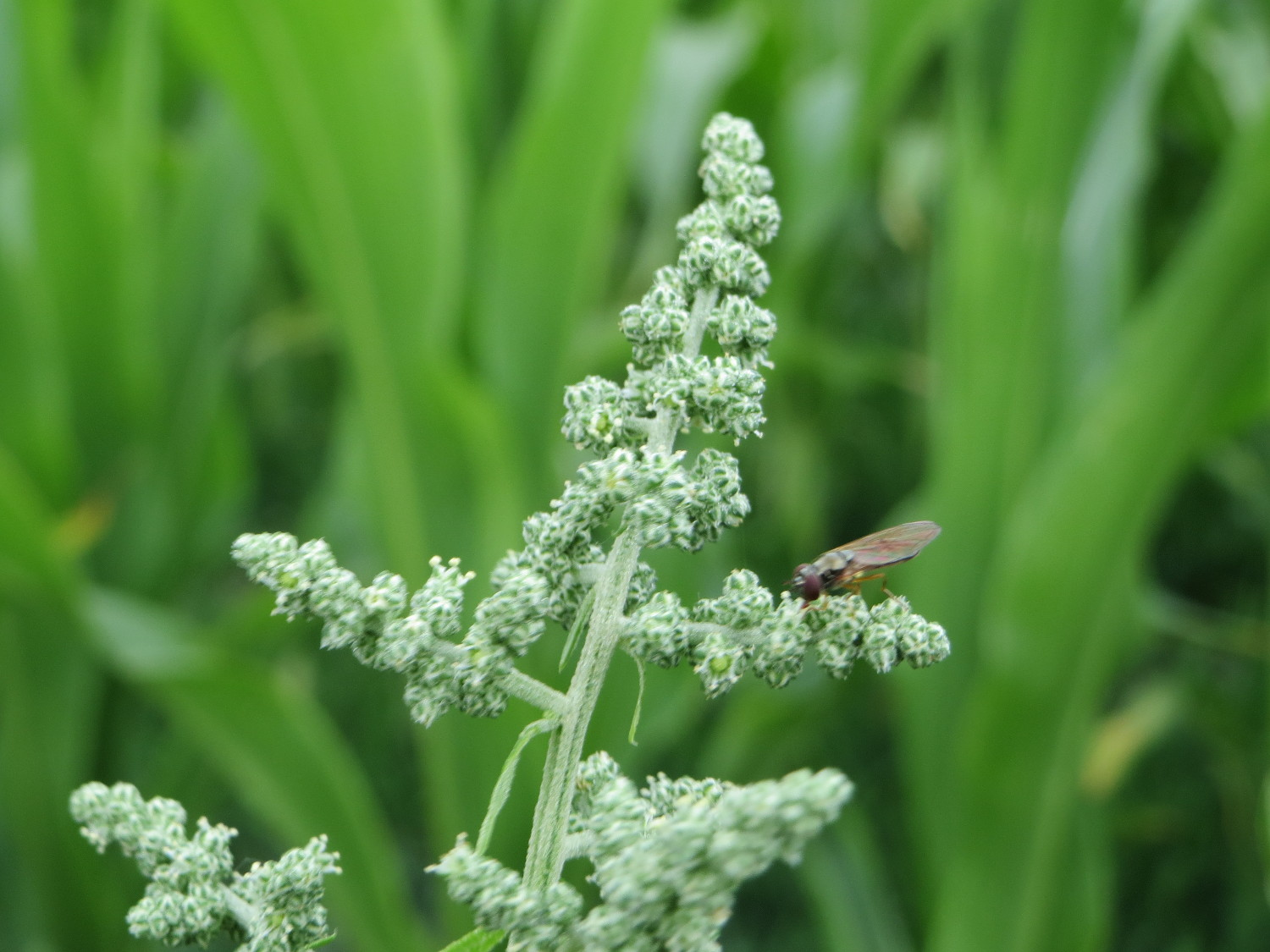
Květenství